# Meuria Matang Kuli
Meuria Matang Kuli is een bestuurslaag in het regentschap Aceh Utara van de provincie Atjeh, Indonesië. Meuria Matang Kuli telt 454 inwoners (volkstelling 2010).